# Calceolaria dilatata
Calceolaria dilatata är en toffelblomsväxtart som beskrevs av George Bentham. Calceolaria dilatata ingår i släktet toffelblommor, och familjen toffelblomsväxter. Inga underarter finns listade i Catalogue of Life.